# Solenidium lunatum
Solenidium lunatum är en orkidéart som först beskrevs av John Lindley, och fick sitt nu gällande namn av Rudolf Schlechter. Solenidium lunatum ingår i släktet Solenidium och familjen orkidéer. Inga underarter finns listade i Catalogue of Life.

## Bildgalleri

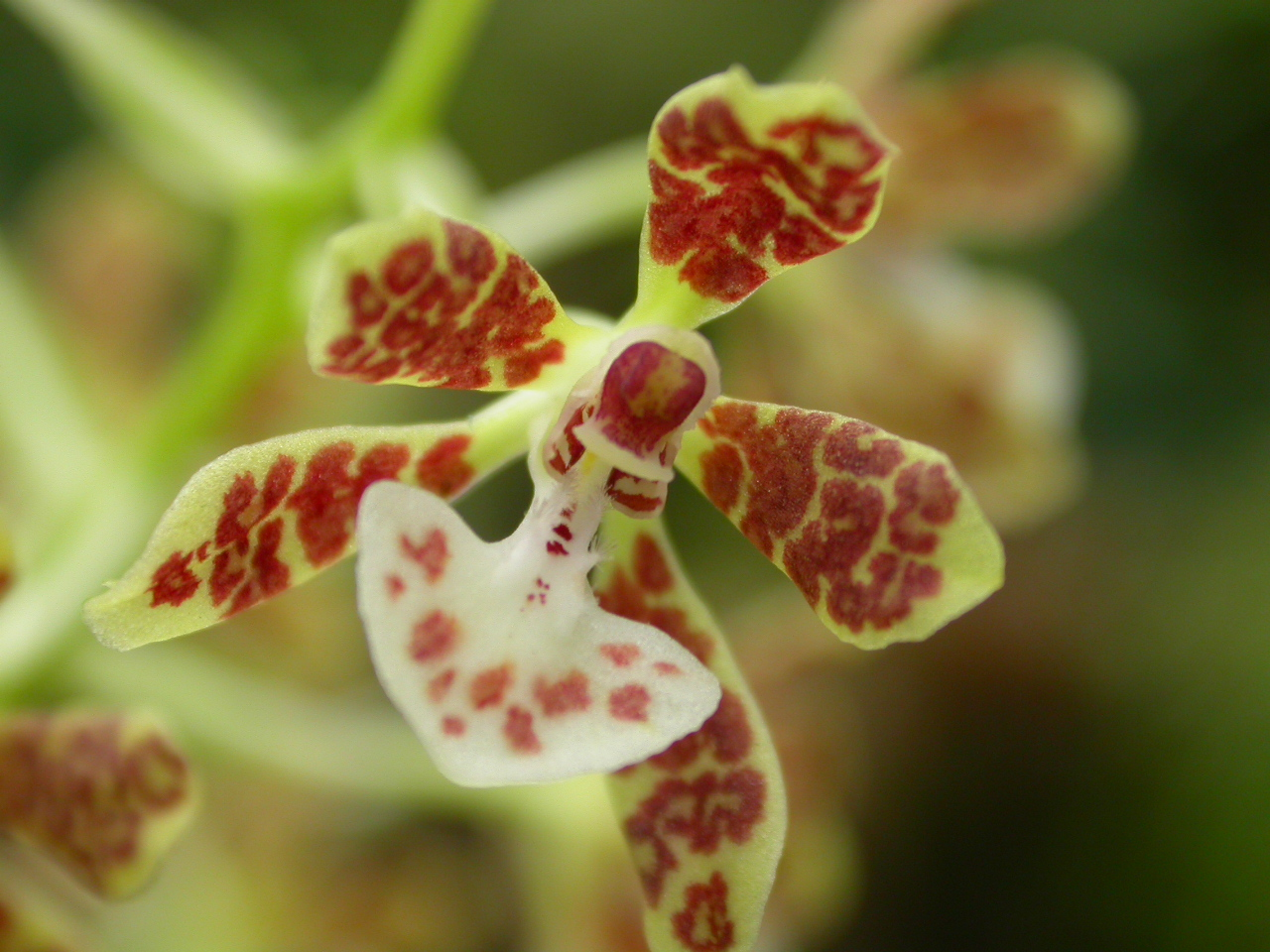